# Merodontina indiana
Merodontina indiana là một loài ruồi trong họ Asilidae. Merodontina indiana được Joseph & Parui miêu tả năm 1984. Loài này phân bố ở miền Ấn Độ - Mã Lai.